# Scholtenskanaal
Het Scholtenskanaal is een kanaal in de Nederlandse provincie Drenthe. Het kanaal werd in 1907 gerealiseerd.
Het Scholtenskanaal vormde samen met de Willemsvaart, het Verlengde Scholtenskanaal en de Runde de verbinding tussen de Verlengde Hoogeveensche Vaart en het Stadskanaal. Na de demping van de Runde verloor het kanaal deze verbindingsfunctie. In 1969 werd het kanaal voor de scheepvaart gesloten. Vanaf die tijd fungeert het kanaal als een afwateringskanaal.
Het Scholtenskanaal dankt zijn naam aan de Jan Evert Scholten, zoon van Willem Albert Scholten, de grondlegger van het Groningse aardappelmeelconcern. In het gebied rond Klazienaveen (genoemd naar de echtgenote van W.A. Scholten, Klaassien Sluis) kocht Scholten in 1889 grote veengebieden, die later geschikt gemaakt werden voor de aardappelteelt. 
Een deel van dit gebied vormt het huidige landgoed Scholtenszathe, waarvan nakomelingen van de familie Scholten nog steeds eigenaar zijn. Het Scholtenskanaal stroomt door dit gebied.